# تاي ميلر
تاي ميلر (بالإنجليزية: Ty Miller)‏ هو ممثل أمريكي، ولد في 26 سبتمبر 1964 في غرناطة هيلز ‏ في الولايات المتحدة.

## وصلات خارجية
- تاي ميلر على موقع IMDb (الإنجليزية)
- تاي ميلر على موقع قاعدة بيانات الفيلم (الإنجليزية)